# MLS Cup 1997

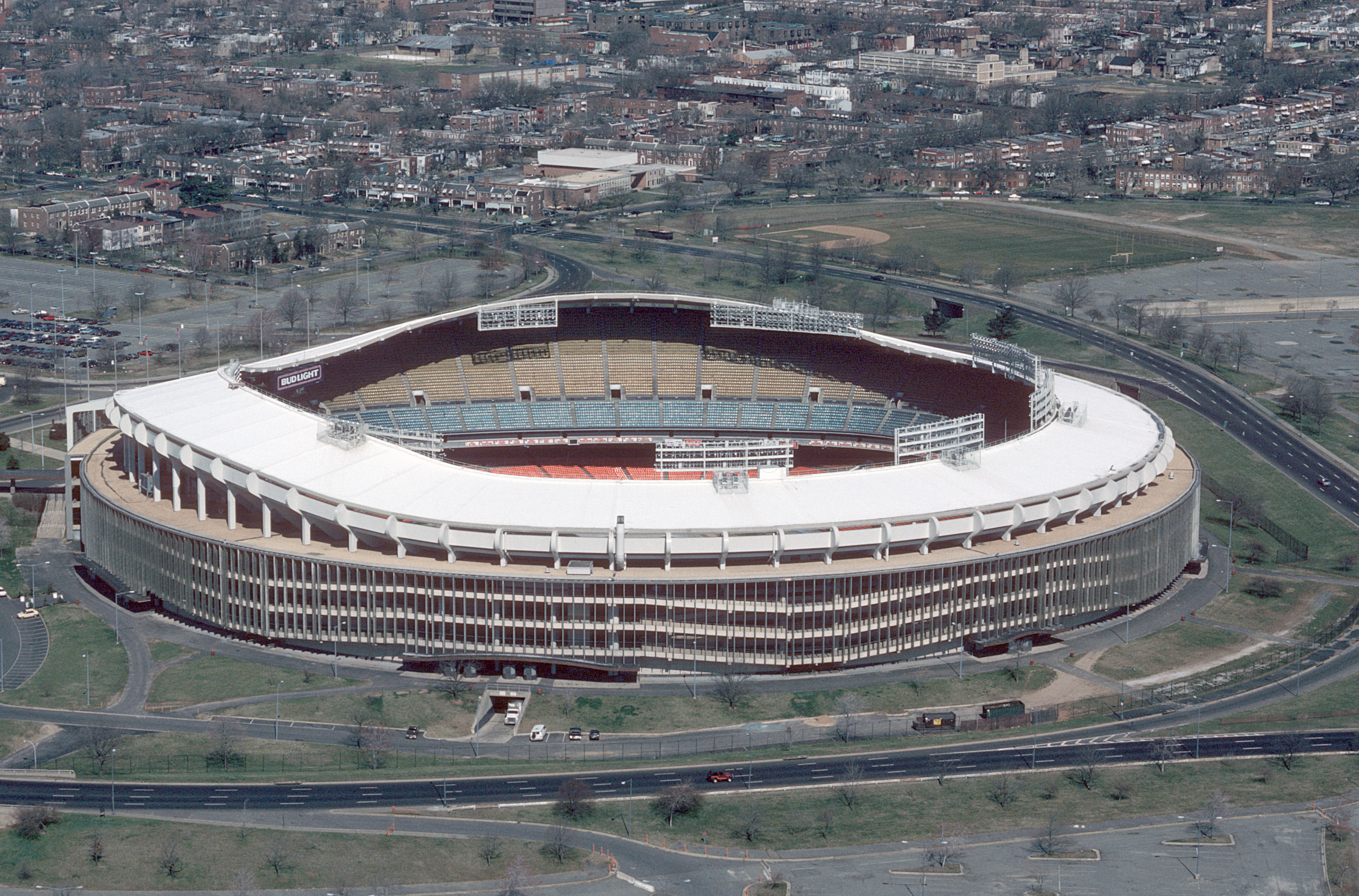
Robert F. Kennedy Memorial Stadium, sede de la final.

La MLS Cup 1997 fue la segunda final de la MLS Cup de la Major League Soccer de los Estados Unidos. Se jugó el 26 de octubre en el Robert F. Kennedy Memorial Stadium en Washington D. C..
D.C. United se coronó campeón tras derrotar al Colorado Rapids por 2 a 1 y obteniendo su segundo título. Tras el resultado del partido, D.C. United y Colorado Rapids clasificaron directamente a la Copa de Campeones de la Concacaf 1998.

## Llave
| D.C. United 2 | Colorado Rapids 1 |

## El Partido
| 1  | POR | Scott Garlick    |  |
| 12 | DEF | Jeff Agoos       |  |
| 18 | DEF | Carlos Llamosa   |  |
| 23 | DEF | Eddie Pope       |  |
| 24 | DEF | David Vaudreuil  |  |
| 10 | MED | Marco Etcheverry |  |
| 6  | MED | John Harkes      |  |
| 20 | MED | Tony Sanneh      |  |
| 16 | MED | Richie Williams  |  |
| 21 | DEL | Raúl Díaz Arce   |  |
| 9  | DEL | Jaime Moreno     |  |
| DT | DT  | Bruce Arena      |  |

| 1  | POR | Marcus Hahnemann |     |
| 12 | DEF | Matt Kmosko      |     |
| 21 | DEF | Chris Martinez   | 59' |
| 4  | DEF | Steve Trittschuh |     |
| 2  | DEF | Peter Vermes     |     |
| 17 | MED | Marcelo Balboa   |     |
| 8  | MED | Paul Bravo       | 27' |
| 19 | MED | Chris Henderson  |     |
| 3  | MED | Sean Henderson   | 81' |
| 6  | DEL | David Patiño     |     |
| 10 | DEL | Steve Rammel     |     |
| DT | DT  | Glenn Myernick   |     |

|  |

| 23 | DEL | Wolde Harris | 27' |
| 11 | DEL | Adrián Paz   | 59' |
| 8  | MED | Ross Paule   | 81' |

| Anotado | 27' | Jaime Moreno |
| Anotado | 68' | Tony Sanneh  |

| Anotado | 75' | Adrián Paz |

| Amonestado | 20' | Scott Garlick |

| Amonestado | 33' | Marcelo Balboa |

| Árbitro             | Brian Hall  |
| Árbitros asistentes | Steve Olson |
| Árbitros asistentes | Greg Barkey |

| 1  | POR | Scott Garlick    |  |
| 12 | DEF | Jeff Agoos       |  |
| 18 | DEF | Carlos Llamosa   |  |
| 23 | DEF | Eddie Pope       |  |
| 24 | DEF | David Vaudreuil  |  |
| 10 | MED | Marco Etcheverry |  |
| 6  | MED | John Harkes      |  |
| 20 | MED | Tony Sanneh      |  |
| 16 | MED | Richie Williams  |  |
| 21 | DEL | Raúl Díaz Arce   |  |
| 9  | DEL | Jaime Moreno     |  |
| DT | DT  | Bruce Arena      |  |

| 1  | POR | Marcus Hahnemann |     |
| 12 | DEF | Matt Kmosko      |     |
| 21 | DEF | Chris Martinez   | 59' |
| 4  | DEF | Steve Trittschuh |     |
| 2  | DEF | Peter Vermes     |     |
| 17 | MED | Marcelo Balboa   |     |
| 8  | MED | Paul Bravo       | 27' |
| 19 | MED | Chris Henderson  |     |
| 3  | MED | Sean Henderson   | 81' |
| 6  | DEL | David Patiño     |     |
| 10 | DEL | Steve Rammel     |     |
| DT | DT  | Glenn Myernick   |     |

|  |

| 23 | DEL | Wolde Harris | 27' |
| 11 | DEL | Adrián Paz   | 59' |
| 8  | MED | Ross Paule   | 81' |

| Anotado | 27' | Jaime Moreno |
| Anotado | 68' | Tony Sanneh  |

| Anotado | 75' | Adrián Paz |

| Amonestado | 20' | Scott Garlick |

| Amonestado | 33' | Marcelo Balboa |

| Árbitro             | Brian Hall  |
| Árbitros asistentes | Steve Olson |
| Árbitros asistentes | Greg Barkey |

|                                |
|                                |
| Campeón D.C. United 2.° título |